# Кисловщина (Могилёвская область)
Ки́словщина (бел. Кіслаўшчына) — деревня в составе Глушанского сельсовета Бобруйского района Могилёвской области Республики Беларусь.

## История
До 20 ноября 2013 года входила в состав Гороховского сельсовета.

## Население
- 1999 год — 10 человек
- 2010 год — 4 человека